# Kurt Capewell

a Compétitions nationales et continentales officielles uniquement.

b Matchs officiels uniquement.
Kurt Capewell, né le 12 juillet 1993 à Charleville (Australie), est un joueur de rugby à XIII australien évoluant au poste de deuxième ligne, ailier ou centre dans les années 2010 et 2020.
Il fait ses débuts en National Rugby League (« NRL ») avec les Sharks de Cronulla-Sutherland lors de la saison 2016 avec lesquels il remporte la NRL en 2016 bien qu'il n'y dispute pas la finale. Il rejoint en 2020 les Panthers de Penrith avec une nouvelle finale de NRL cette fois-ci perdue en 2020.
Il connaît également une sélection en équipe du Queensland pour le State of Origin.

## Palmarès
- Collectif :
  - Vainqueur du State of Origin : 2020 et 2022 (Queensland).
  - Vainqueur de la National Rugby League : 2016[1] (Cronulla-Sutherland) et 2021 (Penrith).
  - Finaliste de la National Rugby League : 2020 (Penrith).

### En club

#### Statistiques
| Saison | Club                       | Compétition           | Matchs | Points | Essais | Goals | Drops |
| ------ | -------------------------- | --------------------- | ------ | ------ | ------ | ----- | ----- |
| 2016   | Cronulla-Sutherland Sharks | National Rugby League | 4      | 0      | 0      | -     | -     |
| 2017   | Cronulla-Sutherland Sharks | National Rugby League | 16     | 16     | 4      | -     | -     |
| 2018   | Cronulla-Sutherland Sharks | National Rugby League | 19     | 4      | 1      | -     | -     |
| 2019   | Cronulla-Sutherland Sharks | National Rugby League | 25     | 4      | 1      | -     | -     |
| 2020   | Penrith Panthers           | National Rugby League | 9      | 16     | 4      | -     | -     |